# Les Dames Cholmondeley
Les Dames Cholmondeley  (prononcé Chumley), est une peinture réalisée au XVIIe siècle, probablement dans la première décennie, par un artiste inconnu.

## Description
Selon une inscription visible en haut à gauche du tableau, il s'agit de « Deux dames de la famille Cholmondeley, nées le même jour, mariées le même jour, et qui ont enfanté le même jour. »
Au premier regard, les deux femmes et leurs bébés semblent identiques : chacune porte des habits blancs ornementés de dentelle et de bijoux, et chacun des bébés est emmailloté dans une robe de baptême écarlate.
Après un examen plus approfondi, on constate que certains détails diffèrent dans les vêtements et la couleur des yeux.  Les deux femmes peuvent être des  sœurs, éventuellement jumelles mais l'une a des yeux bleus, l'autre marron. Elles ne sont donc pas des vraies jumelles.

## Commentaires
L'artiste reste inconnu mais le tableau a probablement été peint près de la propriété de la famille Cholmondeley dans le Cheshire.  Ce style de représentation n'a pas d'équivalent dans la peinture britannique mais il est souvent observé dans les sculptures funéraires.
Le tableau appartenait à Thomas Cholmondeley, le troisième fils de Sir Hugh Cholmondeley et de sa femme Lady Mary Cholmondeley (née Holford), une ancêtre du Baron Delamere.
John T. Hopkins (1991) suggère que cette peinture représente deux filles de Sir Hugh et Lady Mary Cholmondeley - Lettice, première femme de Sir Richard Grosvenor, premier baronnet (et mère de Sir Richard Grosvenor, second baronnet), et Mary Calveley (morte en 1616), femme de George Calveley.
Le tableau a été donné à la Tate Britain par un donateur anonyme en 1955.